# Список видов семейства Anapidae
Список всех описанных видов пауков семейства Anapidae на 21 июня 2013 года.

## Acrobleps
Acrobleps Hickman, 1979
- Acrobleps hygrophilus Hickman, 1979 — Тасмания

## Anapis
Anapis Simon, 1895
- Anapis amazonas Platnick & Shadab, 1978 — Колумбия
- Anapis anchicaya Platnick & Shadab, 1978 — Колумбия
- Anapis atuncela Platnick & Shadab, 1978 — Колумбия
- Anapis calima Platnick & Shadab, 1978 — Колумбия
- Anapis caluga Platnick & Shadab, 1978 — Перу
- Anapis castilla Platnick & Shadab, 1978 — Перу, Бразилия
- Anapis chiriboga Platnick & Shadab, 1978 — Эквадор
- Anapis choroni Platnick & Shadab, 1978 — Венесуэла
- Anapis circinata (Simon, 1895) — Венесуэла
- Anapis digua Platnick & Shadab, 1978 — Колумбия
- Anapis discoidalis (Balogh & Loksa, 1968) — Бразилия
- Anapis felidia Platnick & Shadab, 1978 — Колумбия
- Anapis guasca Platnick & Shadab, 1978 — Колумбия
- Anapis heredia Platnick & Shadab, 1978 — Коста-Рика
- Anapis hetschki (Keyserling, 1886) — Бразилия
- Anapis keyserlingi Gertsch, 1941 — Панама
- Anapis meta Platnick & Shadab, 1978 — Колумбия
- Anapis mexicana Forster, 1958 — Мексика, Белиз
- Anapis minutissima (Simon, 1903) — Ямайка
- Anapis monteverde Platnick & Shadab, 1978 — Коста-Рика
- Anapis nevada Muller, 1987 — Колумбия
- Anapis saladito Platnick & Shadab, 1978 — Колумбия

## Anapisona
Anapisona Gertsch, 1941
- Anapisona aragua Platnick & Shadab, 1979 — Колумбия, Венесуэла
- Anapisona ashmolei Platnick & Shadab, 1979 — Эквадор
- Anapisona bolivari Georgescu, 1987 — Венесуэла
- Anapisona bordeaux Platnick & Shadab, 1979 — Виргинские Острова, Бразилия
- Anapisona furtiva Gertsch, 1941 — Панама
- Anapisona guerrai Muller, 1987 — Колумбия
- Anapisona hamigera (Simon, 1897) — Панама, Колумбия, Венесуэла, Сент-Винсент
- Anapisona kartabo Forster, 1958 — Гайана
- Anapisona kethleyi Platnick & Shadab, 1979 — Мексика, Коста-Рика
- Anapisona pecki Platnick & Shadab, 1979 — Эквадор
- Anapisona platnicki Brignoli, 1981 — Бразилия
- Anapisona schuhi Platnick & Shadab, 1979 — Бразилия
- Anapisona simoni Gertsch, 1941 — Панама

## Borneanapis
Borneanapis Snazell, 2009
- Borneanapis belalong Snazell, 2009 — Борнео

## Caledanapis
Caledanapis Platnick & Forster, 1989
- Caledanapis dzumac Platnick & Forster, 1989 — Новая Каледония
- Caledanapis insolita (Berland, 1924) — Новая Каледония
- Caledanapis peckorum Platnick & Forster, 1989 — Новая Каледония
- Caledanapis pilupilu (Brignoli, 1981) — Новая Каледония
- Caledanapis sera Platnick & Forster, 1989 — Новая Каледония
- Caledanapis tillierorum Platnick & Forster, 1989 — Новая Каледония

## Chasmocephalon
Chasmocephalon O. P.-Cambridge, 1889
- Chasmocephalon acheron Platnick & Forster, 1989 — Виктория
- Chasmocephalon alfred Platnick & Forster, 1989 — Виктория
- Chasmocephalon eungella Platnick & Forster, 1989 — Квинсленд
- Chasmocephalon flinders Platnick & Forster, 1989 — Западная Австралия
- Chasmocephalon iluka Platnick & Forster, 1989 — Восточная Австралия
- Chasmocephalon neglectum O. P.-Cambridge, 1889 — Западная Австралия
- Chasmocephalon pemberton Platnick & Forster, 1989 — Западная Австралия
- Chasmocephalon tingle Platnick & Forster, 1989 — Западная Австралия

## Comaroma
Comaroma Bertkau, 1889
- Comaroma hatsushibai Ono, 2005 — Япония
- Comaroma maculosa Oi, 1960 — Китай, Корея, Япония
- Comaroma mendocino (Levi, 1957) — США
- Comaroma nakahirai (Yaginuma, 1959) — Япония
- Comaroma simoni Bertkau, 1889 — Европа
- Comaroma tongjunca Zhang & Chen, 1994 — Китай

## Conculus
Conculus Komatsu, 1940
- Conculus grossus (Forster, 1959) — Новая Гвинея
- Conculus lyugadinus Komatsu, 1940 — Китай, Корея, Япония
- Conculus simboggulensis Paik, 1971 — Корея

## Crassanapis
Crassanapis Platnick & Forster, 1989
- Crassanapis calderoni Platnick & Forster, 1989 — Чили
- Crassanapis cekalovici Platnick & Forster, 1989 — Чили, Аргентина
- Crassanapis chaiten Platnick & Forster, 1989 — Чили
- Crassanapis chilensis Platnick & Forster, 1989 — Чили
- Crassanapis contulmo Platnick & Forster, 1989 — Чили

## Crozetulus
Crozetulus Hickman, 1939
- Crozetulus minutus Hickman, 1939 — Острова Крозе
- Crozetulus rhodesiensis Brignoli, 1981 — Намибия, Зимбабве, Южная Африка
- Crozetulus rotundus (Forster, 1974) — Конго
- Crozetulus scutatus (Lawrence, 1964) — Южная Африка

## Dippenaaria
Dippenaaria Wunderlich, 1995
- Dippenaaria luxurians Wunderlich, 1995 — Южная Африка

## Elanapis
Elanapis Platnick & Forster, 1989
- Elanapis aisen Platnick & Forster, 1989 — Чили

## Enielkenie
Enielkenie Ono, 2007
- Enielkenie acaroides Ono, 2007 — Тайвань

## Forsteriola
Forsteriola Brignoli, 1981
- Forsteriola proloba (Forster, 1974) — Бурунди, Руанда
- Forsteriola rugosa (Forster, 1974) — Конго

## Gaiziapis
Gaiziapis Miller, Griswold & Yin, 2009
- Gaiziapis encunensis Lin & Li, 2012 — Китай
- Gaiziapis zhizhuba Miller, Griswold & Yin, 2009 — Китай

## Gertschanapis
Gertschanapis Platnick & Forster, 1990
- Gertschanapis shantzi (Gertsch, 1960) — США

## Hickmanapis
Hickmanapis Platnick & Forster, 1989
- Hickmanapis minuta (Hickman, 1943) — Тасмания
- Hickmanapis renison Platnick & Forster, 1989 — Тасмания

## Mandanapis
Mandanapis Platnick & Forster, 1989
- Mandanapis cooki Platnick & Forster, 1989 — Новая Каледония

## Maxanapis
Maxanapis Platnick & Forster, 1989
- Maxanapis bartle Platnick & Forster, 1989 — Квинсленд
- Maxanapis bell Platnick & Forster, 1989 — Квинсленд
- Maxanapis bellenden Platnick & Forster, 1989 — Квинсленд
- Maxanapis burra (Forster, 1959) — Квинсленд, Новый Южный Уэльс
- Maxanapis crassifemoralis (Wunderlich, 1976) — Квинсленд, Новый Южный Уэльс
- Maxanapis dorrigo Platnick & Forster, 1989 — Новый Южный Уэльс
- Maxanapis mossman Platnick & Forster, 1989 — Квинсленд
- Maxanapis tenterfield Platnick & Forster, 1989 — Квинсленд, Новый Южный Уэльс
- Maxanapis tribulation Platnick & Forster, 1989 — Квинсленд

## Metanapis
Metanapis Brignoli, 1981
- Metanapis bimaculata (Simon, 1895) — Южная Африка
- Metanapis mahnerti Brignoli, 1981 — Кения
- Metanapis montisemodi (Brignoli, 1978) — Непал
- Metanapis plutella (Forster, 1974) — Конго
- Metanapis tectimundi (Brignoli, 1978) — Непал

## Minanapis
Minanapis Platnick & Forster, 1989
- Minanapis casablanca Platnick & Forster, 1989 — Чили
- Minanapis floris Platnick & Forster, 1989 — Чили
- Minanapis menglunensis Lin & Li, 2012 — Китай
- Minanapis palena Platnick & Forster, 1989 — Чили, Аргентина
- Minanapis talinay Platnick & Forster, 1989 — Чили

## Montanapis
Montanapis Platnick & Forster, 1989
- Montanapis koghis Platnick & Forster, 1989 — Новая Каледония

## Nortanapis
Nortanapis Platnick & Forster, 1989
- Nortanapis lamond Platnick & Forster, 1989 — Квинсленд

## Novanapis
Novanapis Platnick & Forster, 1989
- Novanapis spinipes (Forster, 1951) — Новая Зеландия

## Octanapis
Octanapis Platnick & Forster, 1989
- Octanapis cann Platnick & Forster, 1989 — Новый Южный Уэльс, Виктория
- Octanapis octocula (Forster, 1959) — Квинсленд

## Paranapis
Paranapis Platnick & Forster, 1989
- Paranapis insula (Forster, 1951) — Новая Зеландия
- Paranapis isolata Platnick & Forster, 1989 — Новая Зеландия

## Pecanapis
Pecanapis Platnick & Forster, 1989
- Pecanapis franckei Platnick & Forster, 1989 — Чили

## Pseudanapis
Pseudanapis Simon, 1905
- Pseudanapis aloha Forster, 1959 — Япония, Гавайи, Каролинские острова, Квинсленд (Британия, Германия, ввезён)
- Pseudanapis amrishi (Makhan & Ezzatpanah, 2011) — Суринам
- Pseudanapis benoiti Platnick & Shadab, 1979 — Конго
- Pseudanapis domingo Platnick & Shadab, 1979 — Эквадор
- Pseudanapis gertschi (Forster, 1958) — от Мексики до Панамы
- Pseudanapis hoeferi Kropf, 1995 — Бразилия
- Pseudanapis namkhan Lin, Li & Jager, 2013 — Лаос
- Pseudanapis parocula (Simon, 1899) — Лаос, Малайзия, Суматра, Ява
- Pseudanapis plumbea Forster, 1974 — Конго
- Pseudanapis schauenbergi Brignoli, 1981 — Маскаренские острова
- Pseudanapis serica Brignoli, 1981 — Гонконг
- Pseudanapis wilsoni Forster, 1959 — Новая Гвинея

## Queenslanapis
Queenslanapis Platnick & Forster, 1989
- Queenslanapis lamington Platnick & Forster, 1989 — Квинсленд

## Risdonius
Risdonius Hickman, 1939
- Risdonius barrington Platnick & Forster, 1989 — Новый Южный Уэльс
- Risdonius lind Platnick & Forster, 1989 — Виктория
- Risdonius parvus Hickman, 1939 — Новый Южный Уэльс до Тасмания

## Sheranapis
Sheranapis Platnick & Forster, 1989
- Sheranapis bellavista Platnick & Forster, 1989 — Чили
- Sheranapis quellon Platnick & Forster, 1989 — Чили
- Sheranapis villarrica Platnick & Forster, 1989 — Чили

## Sinanapis
Sinanapis Wunderlich & Song, 1995
- Sinanapis crassitarsa Wunderlich & Song, 1995 — Китай, Лаос, Вьетнам
- Sinanapis lingituba Lin & Li, 2012 — Китай
- Sinanapis wuyi Jin & Zhang, 2013 — Китай

## Sofanapis
Sofanapis Platnick & Forster, 1989
- Sofanapis antillanca Platnick & Forster, 1989 — Чили

## Spinanapis
Spinanapis Platnick & Forster, 1989
- Spinanapis darlingtoni (Forster, 1959) — Квинсленд
- Spinanapis frere Platnick & Forster, 1989 — Квинсленд
- Spinanapis julatten Platnick & Forster, 1989 — Квинсленд
- Spinanapis ker Platnick & Forster, 1989 — Квинсленд
- Spinanapis lewis Platnick & Forster, 1989 — Квинсленд
- Spinanapis monteithi Platnick & Forster, 1989 — Квинсленд
- Spinanapis thompsoni Platnick & Forster, 1989 — Квинсленд
- Spinanapis thornton Platnick & Forster, 1989 — Квинсленд
- Spinanapis yeatesi Platnick & Forster, 1989 — Квинсленд

## Tasmanapis
Tasmanapis Platnick & Forster, 1989
- Tasmanapis strahan Platnick & Forster, 1989 — Тасмания

## Victanapis
Victanapis Platnick & Forster, 1989
- Victanapis warburton Platnick & Forster, 1989 — Виктория

## Zangherella
Zangherella Caporiacco, 1949
- Zangherella algerica (Simon, 1895) — Италия, Алжир, Тунис
- Zangherella apuliae (Caporiacco, 1949) — Италия, Греция, Турция
- Zangherella relicta (Kratochvil, 1935) — Черногория, Болгария

## Zealanapis
Zealanapis Platnick & Forster, 1989
- Zealanapis armata (Forster, 1951) — Новая Зеландия
- Zealanapis australis (Forster, 1951) — Новая Зеландия
- Zealanapis conica (Forster, 1951) — Новая Зеландия
- Zealanapis insula Platnick & Forster, 1989 — Новая Зеландия
- Zealanapis kuscheli Platnick & Forster, 1989 — Новая Зеландия
- Zealanapis matua Platnick & Forster, 1989 — Новая Зеландия
- Zealanapis montana Platnick & Forster, 1989 — Новая Зеландия
- Zealanapis otago Platnick & Forster, 1989 — Новая Зеландия
- Zealanapis punta Platnick & Forster, 1989 — Новая Зеландия
- Zealanapis waipoua Platnick & Forster, 1989 — Новая Зеландия